# Marian Mroczko
Marian Mroczko (ur. 22 grudnia 1938 w Boryni, zm. 30 kwietnia 2017 w Gdańsku) – polski historyk, profesor nauk humanistycznych. Specjalizował się w historii Polski i powszechnej XIX i XX w., dziejach polskiej myśli politycznej, historii stosunków międzynarodowych, biografistyce.

## Życiorys
Ukończył studia w Wyższej Szkole Pedagogicznej w Gdańsku (1963 r.). Stopień doktora uzyskał na Uniwersytecie Gdańskim w grudniu 1972 na podstawie rozprawy Geneza i oblicze ideowo-polityczne Związku Obrony Kresów Zachodnich 1921-1934, habilitował się na Uniwersytecie Gdańskim (1981 r.).
Adiunkt w Instytucie Historii UG (1974–1982), docent (1982–1991), profesor nadzwyczajny UG (1991–1995), profesor tytularny (od 1995 r.), profesor zwyczajny (od 2000 r.).
Wieloletni wykładowca Uniwersytetu Gdańskiego – prodziekan Wydziału Humanistycznego UG (1984–1990), dyrektor Instytutu Historii UG (1993–1996), kierownik Zakładu Historii Najnowszej Polski (1997–2004) oraz Akademii Pomorskiej w Słupsku, członek Senatu (2004–2010), kierownik Zakładu Historii Najnowszej Powszechnej (2005–2010).
Członek Gdańskiego Towarzystwa Naukowego (od 1985 r.), w latach 1993–2007 członek Zarządu i przewodniczący Wydziału I GTN; Polskiego Towarzystwa Historycznego (od 1976 r.), w latach 1982–1985 oraz 2003–2006 członek Zarządu Głównego PTH; Towarzystwa Naukowego w Toruniu (od 1998 r.), Instytutu Zachodniego im. Zygmunta Wojciechowskiego w Poznaniu (od 1980 r.), Ośrodka Badań Naukowych im. Wojciecha Kętrzyńskiego w Olsztynie (od 1984 r.), Instytutu Bałtyckiego (od 1994 r.), Polskiego Towarzystwa Nautologicznego (od 2005 r.). W latach 1998–2004 był członkiem zespołu oceniającego Uniwersyteckiej Komisji Akredytacyjnej. Był ponadto członkiem: Komitetu Nauk Historycznych Polskiej Akademii Nauk (1996–2006). W latach 1962–1988 członek PZPR. Odznaczony Złotym Krzyżem Zasługi (1977), Krzyżem Kawalerskim Orderu Odrodzenia Polski (1990).
Wypromował ponad 300 magistrów, był promotorem ośmiu pomyślnie zakończonych przewodów doktorskich. Występował jako recenzent w 35 przewodach doktorskich i 25 przewodach habilitacyjnych. Oceniał też około 20 wniosków o nadanie tytułu profesora lub stanowisk profesora nadzwyczajnego i profesora zwyczajnego. Był autorem ponad 160 prac naukowych.
Zmarł 30 kwietnia 2017, pochowany został na cmentarzu Garnizonowym w Gdańsku.

## Ważniejsze publikacje

### Monografie
- Związek Obrony Kresów Zachodnich 1921-1934. Powstanie i działalność, Gdańsk 1977, s. 263.
- Problemy kształtowania myśli zachodniej w Drugiej Rzeczypospolitej, Gdańsk 1981, s. 347.
- Polska myśl zachodnia 1918-1939. Kształtowanie i upowszechnianie, Poznań 1986, s. 429.
- Lwów. Zarys dziejów i zabytki, Gdańsk 1992, 127.
- Ziemie dzielnicy pruskiej w polskich koncepcjach i działalności politycznej 1864-1939, Gdańsk 1994, s. 301.
- Stanisław Kozicki (1876–1958). Biografia polityczna, Gdańsk 1999, s. 352.
- Eugeniusz Romer (1871–1954). Biografia polityczna, Słupsk 2008 (wydanie II, 2010), s. 272.

### Wydawnictwa źródłowe
- Stanisław Kozicki, Pamiętnik 1876-1939. Opracowanie, przedmowa i przypisy Marian Mroczko, Słupsk 2009, s. 631.

### Redakcje
- W 70-lecie niepodległości, pod red. M. Mroczki, Gdańsk 1989, s. 87.
- Gdańsk 1945. Zbiór studiów pod red. M. Mroczki, Gdańsk 1996, s. 126.
- Górny Śląsk i Pomorze dwa symbole niezależności Drugiej Rzeczypospolitej. Materiały VI ogólnopolskiego seminarium historyków powstań śląskich i plebiscytu zorganizowanego w Bytomiu w dniu 18 maja 1994 roku. Praca zbiorowa pod red. M. Mroczki, Bytom 1996, s. 224.
- Gdańsk w gospodarce i kulturze europejskiej. Zbiór studiów pod red. M. Mroczki, Gdańsk 1997, s. 188.
- Na rozstajach dróg. Gdańsk między Niemcami a Polską (1920–1939). Zbiór studiów pod red. M. Mroczki, Gdańsk 1998, s. 234.
- Polska i Polacy. Studia z dziejów polskiej myśli i kultury politycznej XIX i XX wieku. Księga pamiątkowa dedykowana Profesorowi Romanowi Wapińskiemu, pod redakcją M. Mroczki, Gdańsk 2001, s. 566.